# Infra Turbo Pigcart Racer
Infra Turbo Pigcart Racer è un singolo del produttore discografico canadese Deadmau5, pubblicato il 3 giugno 2014 come terzo estratto dal settimo album in studio di Zimmerman while(1<2).

## Descrizione
La canzone campiona l'audio della Ferrari 458 di Zimmerman durante la guida sul Lake Shore Boulevard di Toronto.
La canzone, come la traccia Fn Pig del suo album precedente > album title goes here <, prende il nome da un video di YouTube che Zimmerman ha caricato dove sta giocando a Minecraft, nel tentativo di mettere un maiale in un carrello da miniera. Alla fine grida "Sali nel carrello! F*****o maiale!". Ciò lo ha portato ha pubblicare sul suo account SoundCloud numerose tracce demo da cui prendono il nome, ad esempio, Get in the Cart, Pig e Get in the October Cart, Pig.
Nel 2013, Zimmerman carica una demo del brano sul suo account SoundCloud, intitolato Infra Super Turbo Pigcart Racer. Una versione leggermente diversa del demo, con un'introduzione più breve, viene semplicemente intitolata Turbo Pig Cart Racer ed è stata pubblicata sul suo sito web nel gennaio 2014. Un'altra variante della traccia, Get in the Pig, Meowingtons, è stata caricata anche su live.deadmau5.com all'inizio del 2014. La traccia è un mashup di Turbo Pig Cart Racer e un'altra canzone inedita, Hello Meowingtons. Anche se questa versione non è mai apparsa in un album in studio, è stata ripubblicata da Zimmerman nel 2017 nella sua raccolta Stuff I Used to Do., dove è stata ribattezzata HaxPigMeow.
Il singolo si è posizionato #20 nella classifica Dance di Billboard.

## Tracce
1. Infra Turbo Pigcart Racer – 10:35 (Deadmau5)